# Eggby kyrka
Ej att förväxla med Egby kyrka.
Eggby kyrka är en kyrkobyggnad som sedan 2018 tillhör Valle församling (2006–2018 Eggby-Öglunda församling och tidigare Eggby-Istrums församling). Den ligger i Skara kommun.

## Kyrkobyggnaden
Under medeltiden uppfördes en stenkyrka på platsen. Vid slutet av 1200-talet eller omkring år 1300 byggdes den om till en korskyrka. Möjligen kan kyrkan ha varit korsformad redan från början. Kyrktornet är av medeltida ursprung, men det är oklart när under medeltiden som tornet uppfördes. Vid mitten av 1700-talet genomgick kyrkan en radikal ombyggnad, då ett nytt långhus uppfördes och endast kyrktornet behölls. Åren 1927–1929 genomgick kyrkan en invändig renovering under ledning av arkitekt Axel Forssén.
Numera består kyrkan av rektangulärt långhus med tresidigt kor i öster. I norr finns en sakristia och i väster ett torn krönt med lanternin. Ingången finns i väster och går genom tornets bottenvåning. Kyrkorummets tak täcks av ett trätunnvalv på en profilerad taklist.

## Inventarier
- Dopfunten från 1100-talet är utförd i mästaren Haralds stil. Den har toppformigt lock med ingraverade bilder av apostlar från 1400-talet.
- En mässhake i gult och rött siden från 1500-talet.
- Från 1687 finns ett antependium och en mässhake i grön och vit sammet.
- Altaruppsatsen tillverkades 1780 av Johan Magnus Hammerdal. Predikstolen och de båda altartavlorna tillkom samtidigt.
- Av klockorna är mellanklockan av senmedeltida typ. Den är utan inskrift men har fyra myntavtryck.[1]

## Orgel
Nuvarande orgel byggd av Eskil Lundén, Göteborg anskaffades 1915. Vid okänd tidpunkt omdisponerades instrumentet då Oktava 4' och Mixtur 3 chor tillkom.
| Manual (C-f3) | Pedal (C-d1)         | Koppel     |
| ------------- | -------------------- | ---------- |
| Borduna 16'   | Subbas 16' (transm.) | Man/Ped    |
| Principal 8'  |                      | Man 4'/Man |
| Rörflöjt 8'   |                      |            |
| Salicional 8' |                      |            |
| Oktava 4'     |                      |            |
| Mixtur 3 chor |                      |            |

Fasta kombinationer: Piano, Mezzoforte, Forte.